# سيون أجايي
سيون أجايي (بالإنجليزية: Seun Ajayi)‏، هُو مُمثل أفلام ومُمثل أداء صوتي نيجيري.

## وصلات خارجية
- سيون أجايي في قاعدة بيانات الأفلام على الإنترنت